# ترانسفورماتور دشک-نصبی

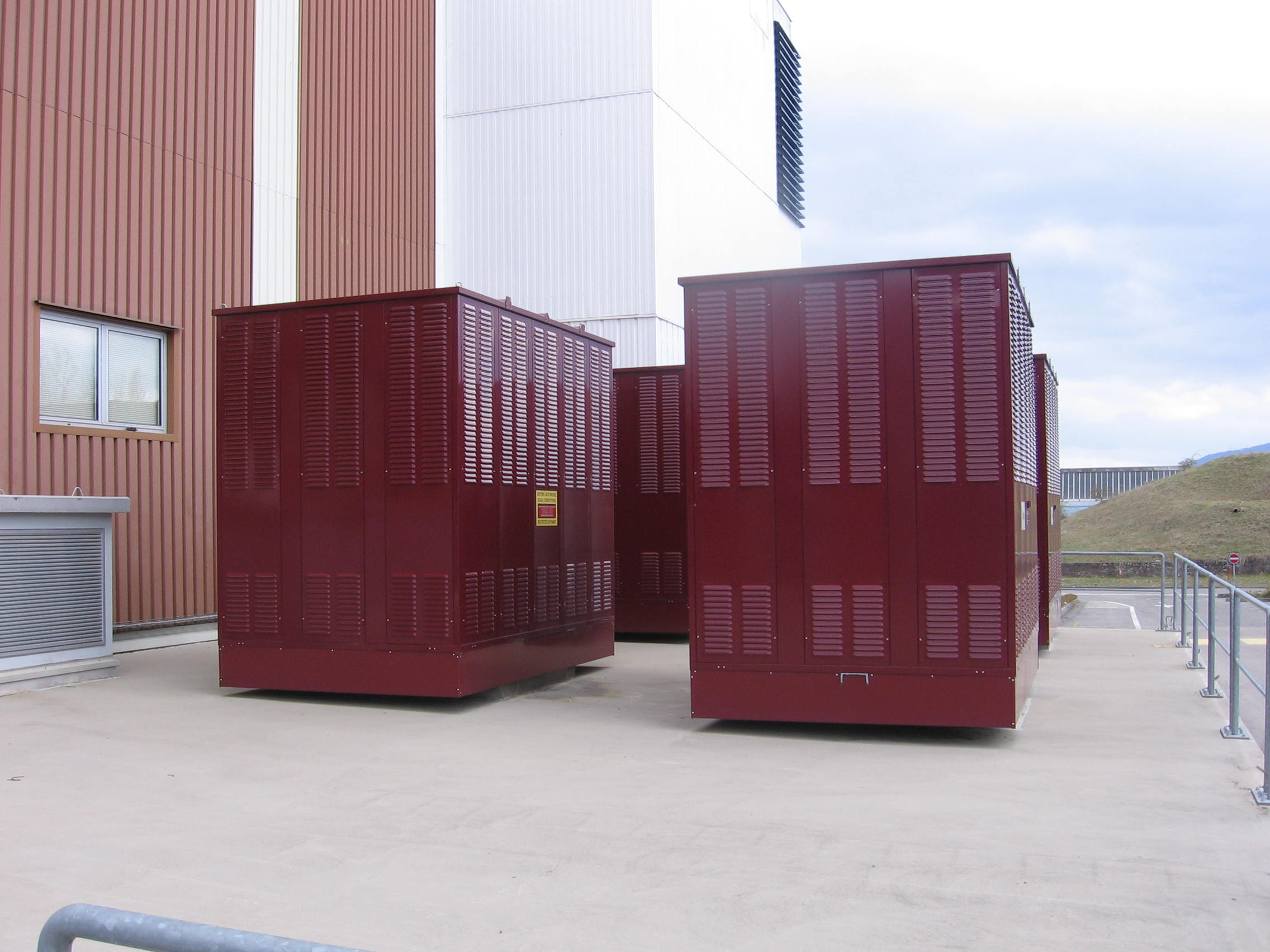
گونهٔ بزرگ ترانسفورماتور دشک-نصبی که نیروی مورد نیاز یک مرکز دادهٔ کامپیوتر را تأمین می‌کند. هیچ‌یک از سیم‌های به کار رفته در این ترانسفورماتور قابل رؤیت نیست.

ترانسفورماتور پد-مونتید (انگلیسی: Pad-mounted transformer) نوعی ترانسفورماتور قابل نصب بر روی زمین است که در شبکه‌های توزیع استفاده می‌شود.